# وزغ آتش‌دل
وزغ آتش‌دل (نام علمی: Bombina) نام یک سرده از تیره آتش‌دلان است.